# Общество кинокритиков Лас-Вегаса
Общество кинокритиков Лас-Вегаса (англ. The Las Vegas Film Critics Society (LVFCS)) — некоммерческая организация кинокритиков, чьим профессиональным интересом является анализ текущего кинопроцесса и написание рецензий. Базируется в Лас-Вегасе, штат Невада, США. Была основана в 1997 году. Обществом, также называемым как Sierra Awards, ежегодно вручаются награды за выдающиеся достижения в области кинематографа по результатам голосования кинокритиков.

## Награды общества
Категории наград включают:
- Лучший фильм
- Лучший режиссёр
- Лучший актёр
- Лучшая актриса
- Лучший актёр второго плана
- Лучшая актриса второго плана
- Лучший актёрский состав
- Лучший оригинальный сценарий
- Лучший адаптированный сценарий
- Лучшая работа художника-постановщика
- Лучший дизайн костюмов
- Лучший монтаж
- Лучшие визуальные эффекты
- Лучшая музыка
- Лучший песня
- Лучший фильм на иностранном языке
- Лучший боевик
- Лучший комедийный фильм
- Лучший фильм ужасов или научно-фантастический фильм
- Лучший анимационный фильм
- Лучший документальный фильм
- Лучший семейный фильм
- Премия за прорыв в режиссуре
- Лучший молодой актёр
- Лучшая молодая актриса
- Премия Уильяма Холдена за жизненные достижения[4]